# Сирикаев, Пимсири
Пимсири Сирикаев (тайск. พิมศิริ ศิริแก้ว, род. 25 апреля 1990 года, дистрикт Манча Кхири, провинция Кхонкэн, Таиланд) — тайская тяжелоатлетка, выступающая в категории до 59 кг. Двукратная серебряная призёрка Олимпийских игр (2012, 2016), чемпионка Азии 2012 года, призёрка чемпионатов Азии (2015) и мира (2011).

## Биография
В дошкольном возрасте занималась бегом на короткие дистанции. Училась в спортивной школе Чонбури (Таиланд). По совету учителя по физкультуре в 15 лет стала заниматься тяжелой атлетикой.
В 2008 году победила на молодёжном чемпионате мира по тяжёлой атлетике.
В 2009 году на первом своём взрослом чемпионате мира в категории до 58 кг Пимсири Сирикаев заняла 5 место с результатом 205 кг.
В 2011 году добилась первых успехов на высшем уровне, на чемпионате мира в Париже Пимсири Сирикаев завоевала бронзу, затем выиграла золото на 26-х Играх Юго-Восточной Азии.
На Олимпийских играх 2012 года в Лондоне Пимсири Сирикаев с результатом 236 кг (100 кг рывок и 136 кг толчок) завоевала серебро, уступив Ли Сюэин (Китай) 10 кг.
Через четыре года на Олимпийских играх 2016 года в Рио-де-Жанейро Пимсири Сирикаев повторила свой результат, снова взяв серебро.

## Спортивные результаты
| Год  | Соревнование            | Место проведения | Весовая категория | Рывок  | Толчок | Сумма двоеборья | Место |
| 2009 | Чемпионат мира          | Коян             | до 58 кг          | 90 кг  | 115 кг | 205 кг          | 5     |
| 2010 | Чемпионат мира          | Анталья          | до 58 кг          | 89 кг  | 118 кг | 207 кг          | 8     |
| 2010 | Азиатские игры          | Гуанчжоу         | до 58 кг          | 97 кг  | 123 кг | 220 кг          | 4     |
| 2011 | Чемпионат мира          | Париж            | до 58 кг          | 99 кг  | 131 кг | 230 кг          | 3     |
| 2012 | Чемпионат Азии          | Пхёнтхэк         | до 58 кг          | 100 кг | 131 кг | 231 кг          | 1     |
| 2012 | Летние Олимпийские игры | Лондон           | до 58 кг          | 100 кг | 136 кг | 236 кг          | 2     |
| 2013 | Универсиада             | Казань           | до 58 кг          | 95 кг  | 121 кг | 216 кг          | 3     |
| 2014 | Азиатские игры          | Инчхон           | до 63 кг          | 108 кг | 134 кг | 242 кг          | 5     |
| 2014 | Чемпионат мира          | Алма-Ата         | до 63 кг          | 108 кг | 138 кг | 246 кг          | 5     |
| 2015 | Чемпионат Азии          | Пхукет           | до 63 кг          | 103 кг | 130 кг | 233 кг          | 2     |
| 2015 | Чемпионат мира          | Хьюстон          | до 63 кг          | 104 кг | 132 кг | 236 кг          | 7     |
| 2016 | Летние Олимпийские игры | Рио-де-Жанейро   | до 58 кг          | 102 кг | 130 кг | 232 кг          | 2     |
| 2018 | Чемпионат мира          | Ашхабад          | до 59 кг          | 100 кг | 125 кг | 225 кг          | 4     |